# Vidar Hagerman
Vidar Hagerman, född den 28 maj 1905 i Stockholm, död den 25 februari 1992 i staden Mexiko, var en svensk industriman. Han var sonson till Henrik Hagerman samt bror till Tor, Helge och Yngve Hagerman.
Hagerman avlade studentexamen 1924. Han var anställd vid Svenska Kullagerfabrikens dotterbolag i Spanien 1925–1945, verkställande direktör vid dotterbolaget i Kuba 1945–1952, vid det i Mexiko 1952–1968, styrelseordförande där 1968–1973. Hagerman bedrev egen affärsverksamhet från 1968. Han var svensk konsul i Havanna 1947–1952. 